# Centro europeo per la prevenzione e il controllo delle malattie
Il Centro europeo per la prevenzione e il controllo delle malattie (ECDC, da European Centre for Disease Prevention and Control) è un'agenzia indipendente dell'Unione europea con lo scopo di rafforzare le difese dei paesi membri dell'Unione nei confronti delle malattie infettive.
Il centro, istituito nel maggio 2005, ha sede a Solna (contea di Stoccolma) in Svezia.
L'ECDC nel corso di un periodo di tempo relativamente limitato è riuscito a compiere buoni progressi nella creazione di una rete di sorveglianza delle malattie infettive in Europa e nella diffusione delle informazioni relative.

## Storia
Nel contesto dell'Unione europea, assieme all'integrazione ed all'apertura delle frontiere, la cooperazione nell'ambito della salute e della prevenzione delle malattie sta diventando sempre più importante. Infatti, l'idea di creare una sorta di Centro di coordinamento, a livello europeo, era già sorta a numerosi esperti ma, a causa del pericoloso diffondersi della sindrome SARS nel 2003, l'idea divenne presto realtà, a tempo di record; infatti, la Commissione europea presentò una bozza legislativa nel luglio 2003, e solamente due anni dopo, nel maggio 2005, il centro aprì i battenti.
| Nome                | Nazionalità | Mandato      |
| ------------------- | ----------- | ------------ |
| Zsuzsanna Jakab     | Ungheria    | 2005–2010    |
| Marc Sprenger       | Paesi Bassi | 2010–2015    |
| Andrea Ammon        | Germania    | 2015–2024    |
| Pamela Rendi-Wagner | Austria     | 2024-attuale |

## Struttura organizzativa
Il Centro è guidato da un direttore, che deve relazionare il suo operato a un consiglio d'amministrazione (Management Board), composto da rappresentanti nominati dagli Stati membri. Il direttore è affiancato da un Gruppo consultativo (Advisory Forum), composto sempre da autortà scientifiche inviate dagli Stati membri, che lo consiglia sull'orientamento da dare al lavoro di studio e ricerca del centro e che si riunisce almeno 4 volte l'anno. L'altro organo di gestione è il Comitato di verifica (Audit Committee) che riunendosi 2 volte l'anno aiuta il direttore nella sorveglianza interna del centro.
La struttura organizzativa interna è composta da cinque unità:
- Scientific Methods and Standards
- Disease Programmes Unit
- Public Health Functions
- Digital Transformation Services Unit
- Resource Management Services

oltre all'Eurosurveillance Editorial Office.

## Pubblicazioni
L'ECDC pubblica numerosi rapporti di natura scientifica e tecnica riguardanti l'analisi e la prevenzione delle malattie infettive.
Nel giugno 2007, l'ECDC ha dato il via al primo Annual Epidemiological Report on Communicable Disease in Europe (AER). Esso contiene una considerevole quantità di statistiche e dati riguardanti le 49 malattie più diffuse nell'ambito europeo. Questi dati provengono da una monitorizzazione accurata di 25 stati membri dell'Unione europea, più Norvegia ed Islanda.

### Eurosurveillance
Eurosurveillance è una pubblicazione di natura scientifica a revisione paritaria riguardante l'epidemiologia, la sorveglianza, la prevenzione ed il controllo delle malattie infettive, fondata nel 1995 e pubblicata dall'ECDC fin dal marzo del 2007. La rivista è pubblicata su internet e il suo contenuto è fornito con accesso libero (open access); gli articoli riguardano le malattie infettive prevalentemente da un punto di vista europeo, anche se sono presenti articoli di autori extra europei. I precedenti bollettini settimanali e pubblicazioni mensili sono stati unificati, divenendo un unico giornale-pubblicazione scientifico.

## Stati membri
La rete dell'ECDC comprende i seguenti stati:
- i 27 stati membri dell'Unione Europea: Austria, Belgio, Bulgaria, Cipro, Croazia, Repubblica Ceca, Danimarca, Estonia, Finlandia, Francia, Germania, Grecia, Ungheria, Irlanda, Italia, Lettonia, Lituania, Lussemburgo, Malta, Paesi Bassi, Polonia, Portogallo, Romania, Slovacchia, Slovenia, Spagna e Svezia;
- 3 membri dell'Associazione europea di libero scambio: Islanda, Liechtenstein e Norvegia.[7]